# Liste des ministres turcs de l'Agriculture et des Forêts
Ceci est la liste des ministres turcs de l'Agriculture et des Forêts :
| Ministre           | Début             | Fin               | Parti       | Gouvernement |
| ------------------ | ----------------- | ----------------- | ----------- | ------------ |
| Zekai Apaydın      | 6 mars 1924       | 30 août 1924      | CHP         | İnönü I      |
| Şükrü Kaya         | 31 août 1924      | 21 novembre 1924  |             |              |
| H Fehmi Ataç       | 22 novembre 1924  | 2 mars 1925       |             |              |
| M Sabri Toprak     | 3 mars 1925       | 30 octobre 1927   |             |              |
| M Rahmi Köken      | 31 octobre 1927   | 26 septembre 1930 |             |              |
| Muhlis Erkmen      | 4 mai 1931        | 30 octobre 1937   |             |              |
| Şakir Kesebir      | 1er novembre 1937 | 10 novembre 1938  |             |              |
| Faik Kurdoğlu      | 13 avril 1938     | 24 janvier 1939   |             |              |
| Muhlis Erkmen      | 25 janvier 1939   | 9 juillet 1942    |             |              |
| Ş Raşit Hatipoğlu  | 10 juillet 1942   | 7 août 1946       |             |              |
| Faik Kurdoğlu      | 8 août 1946       | 5 septembre 1946  |             |              |
| Tahsin Coşkan      | 11 septembre 1947 | 10 juin 1948      |             |              |
| Cavit Oral         | 11 juin 1948      | 22 mai 1950       |             |              |
| Nihat İğriboz      | 23 mai 1950       | 9 mars 1951       |             |              |
| Nedim Ökmen        | 10 mars 1951      | 9 décembre 1955   |             |              |
| Esat Budakoğlu     | 10 décembre 1955  | 25 novembre 1957  |             |              |
| Nedim Ökmen        | 26 novembre 1957  | 26 mai 1960       |             |              |
| Feridun Üstün      | 30 mai 1960       | 28 août 1960      |             |              |
| Osman Tosun        | 29 août 1960      | 20 novembre 1961  |             |              |
| Cavit Oral         | 21 novembre 1961  | 25 juin 1962      |             |              |
| Mehmet İzmen       | 26 juin 1962      | 25 décembre 1963  |             |              |
| Turan Şahin        | 26 décembre 1963  | 20 février 1965   |             |              |
| Turan Kapanlı      | 21 février 1965   | 27 octobre 1965   |             |              |
| Bahri Dağdaş       | 28 octobre 1965   | 11 août 1969      |             |              |
| Mesut Erez         | 12 août 1969      | 3 novembre 1969   |             |              |
| İhami Ertem        | 4 novembre 1969   | 26 mars 1971      |             |              |
| Orhan Dikmen       | 27 mars 1971      | 22 mai 1972       |             |              |
| İlyas Karaöz       | 23 mai 1972       | 14 avril 1973     |             |              |
| A Nusret Tuna      | 15 avril 1973     | 25 janvier 1974   |             |              |
| Korkut Özal        | 26 janvier 1974   | 16 novembre 1974  |             |              |
| Reşat Aktan        | 17 novembre 1974  | 30 mars 1975      |             |              |
| Korkut Özal        | 1er avril 1975    | 21 juin 1977      |             |              |
| Fikret Gündoğan    | 22 juin 1977      | 21 juillet 1977   |             |              |
| Fehim Adak         | 22 juillet 1977   | 5 janvier 1978    |             |              |
| Mehmet Yüceler     | 6 janvier 1978    | 11 novembre 1979  |             |              |
| Cemal Külahlı      | 12 novembre 1979  | 12 septembre 1980 |             |              |
| Sabahattin Özbek   | 21 septembre 1980 | 13 décembre 1983  |             |              |
| Hüsnü Doğan        | 14 février 1988   | 31 mars 1989      |             |              |
| Lütfullah Kayalar  | 1er avril 1989    | 23 juin 1991      |             |              |
| İlker Tuncay       | 23 juin 1991      | 20 novembre 1991  |             |              |
| Necmettin Cevheri  | 21 novembre 1991  | 25 juin 1993      |             |              |
| Refaiddin Şahin    | 25 juin 1993      | 5 octobre 1995    |             |              |
| Nafiz Kurt         | 6 octobre 1995    | 6 mars 1996       |             |              |
| İsmet Atilla       | 7 mars 1996       | 28 juin 1996      |             |              |
| Musa Demirci       | 29 juin 1996      | 29 juin 1997      |             |              |
| Mustafa Taşar      | 30 juin 1997      | 11 janvier 1999   |             |              |
| Mahmut Erdir       | 12 janvier 1999   | 28 mai 1999       |             |              |
| Hüsnü Yusuf Gökalp | 29 mai 1999       | 18 novembre 2002  |             |              |
| Sami Güçlü         | 19 novembre 2002  | 3 juin 2005       |             |              |
| Mehmet Mehdi Eker  | 4 juin 2003       | 29 août 2015      |             |              |
| Kutbettin Arzu     | 29 juin 2015      | 10 juillet 2018   |             |              |
| Bekir Pakdemirli   | 10 juillet 2018   | 4 mars 2022       | AKP         | Erdoğan IV   |
| Vahit Kirişci      | 4 mars 2022       | 3 juin 2023       | AKP         | Erdoğan IV   |
| İbrahim Yumaklı    | 3 juin 2023       | en cours          | Indépendant | Erdoğan V    |